# Karl-Heinz Metzner
Karl-Heinz Metzner (Kassel, 9 gennaio 1923 – Kassel, 25 ottobre 1994) è stato un calciatore tedesco di ruolo attaccante, campione del mondo nel 1954 con la Nazionale tedesca occidentale.

## Carriera
Metzner giocò per l'Hessen Kassel dal 1942 al 1958.
Conta 2 presenze con la Nazionale tedesca occidentale, con cui esordì il 28 dicembre 1952 contro la Spagna (2-2).
Fece parte della selezione che vinse i Mondiali nel 1954, dove tuttavia non scese mai in campo.

## Palmarès

### Nazionale
- Campionato mondiale: 1

Svizzera 1954